# 베름란드 공작 칼 필립 왕자
칼 필립 에드문드 베르틸(Carl Philip Edmund Bertil,  1979년 5월 13일 ~ )은 칼 16세 구스타프와 실비아 왕비 사이에서 태어난 장남이다. 스웨덴 왕실로부터 베름란드 공작 작위를 받았다.